# 白熱電球

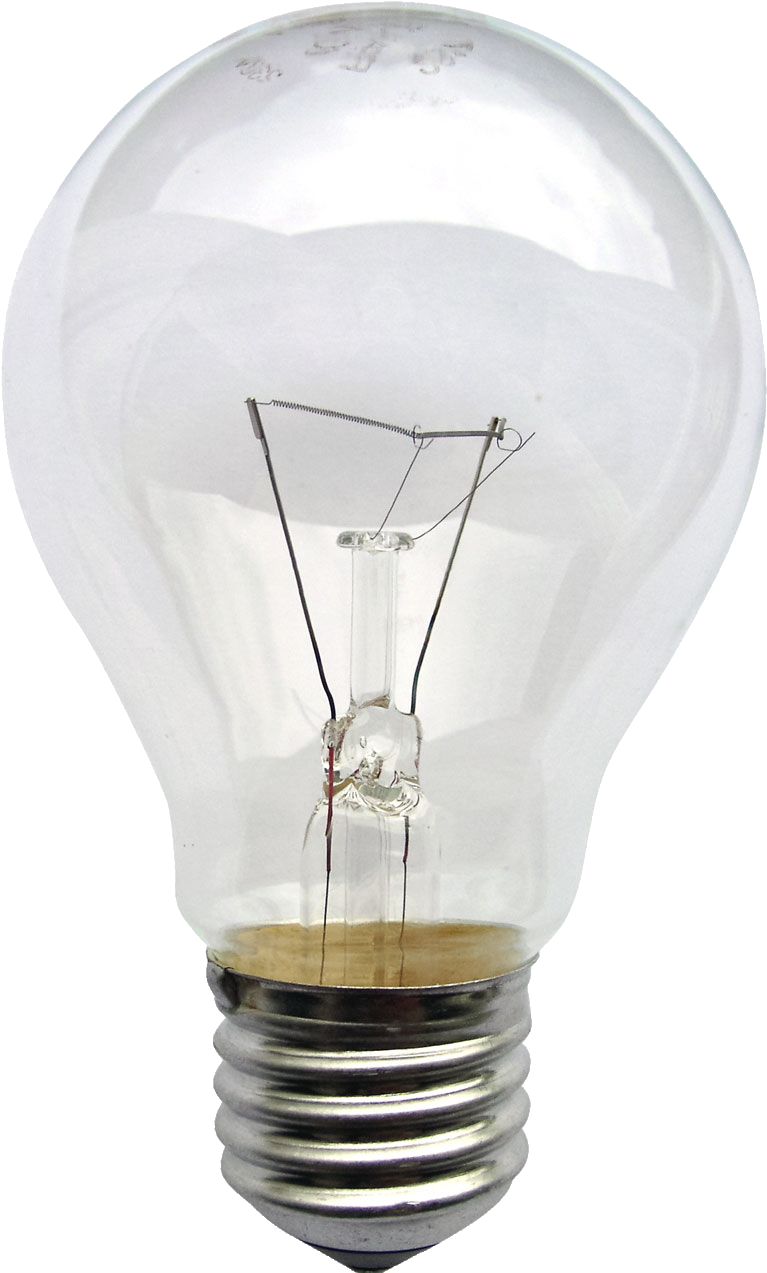
白熱電球

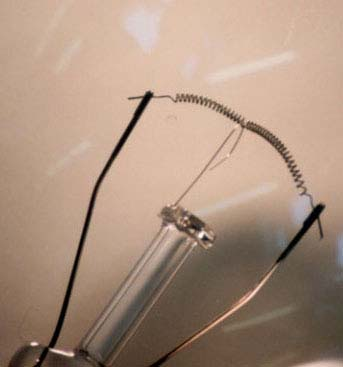
フィラメント付近のアップ

白熱電球（はくねつでんきゅう、英語: incandescent lamp、filament lamp）とは、電灯の一種で、ガラス管球の中に入れた高抵抗線（High resistance wire）に電流を流し、ジュール熱によって高温となり放射する光を利用するもの。フィラメント電球、白熱球、白熱バルブなどともいう。
2000年代までは蛍光灯とともに、世界の主流の光源の一つだったが、明るさの割に消費電力が大きく、他の電灯に比べて寿命が短いことから、2010年代に入ると次第にLED電球への置き替えが進んだ。日本では、2014年（平成26年）4月11日に閣議決定された第4次「エネルギー基本計画」に基づき、段階的に白熱電球の廃止が進められており、LEDに匹敵する高効率な白熱電球が発明されない限り、白熱電球の廃止（LED100 %化）は2030年（令和12年）と想定されている。ただし、用途によっては、そのままLEDへ置き換えるだけでは最善とならない場合もある（後述）。

## 概説
特徴
白熱灯から放たれる光のスペクトルは黒体放射に近い。電力の多くが赤外線や熱に変換されるため発光効率は低い。日常用いられる100 W不活性ガス入り白熱電球では、可視光の放射に使用される電力は10 %程度であり、赤外放射は72 %で、残りは熱伝導により消費される。
そのかわり、一般の人工光源の中では演色性に特に優れており、写真や映画、テレビ番組の撮影光源として広く利用される。演色性の基準となる光源は、専用の白熱電球と特殊な光学フィルターの組み合わせで定義されている（CIEが定義する標準の光）。
歴史
19世紀以降、多くの発明家が電気エネルギーを利用した照明の開発に取り組み、1870年代から1880年代にかけて、主にイギリスのジョゼフ・スワンとアメリカ合衆国のトーマス・エジソンが開発を競っていた。しかしスワンのフィラメントは直径が4 mmと太く、利便性などの問題があった。エジソンは、さまざまな素材のフィラメントを試し、当時で連続1,200時間点灯という画期的な改良に成功した。この電球について1879年と1880年に特許を取得し、本格的な商用化と大量生産を実現したことで、世界中にフィラメント電球が普及していった。→#歴史
2010年代なかばころまで一般的に使われ、電灯としては世界的には標準的なものであった。
2010年代にLEDバルブへの置き換えが急激に進んだが、2010年代でも研究は続けられてはおり、今後、LEDバルブを超える高効率の白熱球が開発・実用化される可能性は残されている。→#高効率化

### 構造と素材
抵抗線としては通常はタングステンが用いられ、高温での蒸発を防ぐためアルゴンおよび窒素ガスが管球内におよそ 0.7 気圧になるように封入されていることが一般的。

白熱電球の構造
1.バルブ 2.不活性ガス 3.フィラメント 4&5.内部導入線 6.吊り子 7.マウント 8.外部導入線（ヒューズ線） 9.口金 10.絶縁材 11.中心電極

フィラメント
白熱電球の発光部分本体。
導入線
サポート線（内部導入線）
導入線のうち、バルブ内部分。ニッケル線などが用いられる。
封着線（封着部導入線）
導入線のうち、バルブを貫通する部分。通常ジュメット線（銅被覆ニッケル鋼線）。ハロゲンランプではモリブデン薄箔が用いられる。
外部導入線
銅線が用いられる。
ヒューズ線
外部導入線のうちの1つはフィラメント折損時等に発生するアーク放電による過電流を防ぐため、ヒューズとなっている。コンスタンタン線が用いられる。
アンカ（吊り子）
フィラメントを支える補助線。モリブデン線が用いられる。
バルブ
フィラメント部を封入したガラス球。通常軟質ソーダ石灰ガラス、ときに硬質ホウケイ酸ガラス。ハロゲンランプでは耐熱性に優れる石英ガラスが用いられる。

### 使用する電流
電源は直流、交流のどちらでも使用可能である。瞬間的に電流が途切れてもフィラメントの赤熱は持続するため、交流電源の場合でもチラツキは無い。

## 歴史
19世紀後半、電気照明にはアーク灯が用いられていたが、花火のような灯りでバチバチという音も伴うもので屋内の照明にはまぶしすぎた。一般家庭の室内照明にはガス灯が普及していたが、爆発の危険性もあるほか室内の壁が黒ずむ問題もあり、硫黄臭やアンモニア臭が発生することもあった。また、ガス灯は大量の酸素を必要としたため、酸欠によるめまいや頭痛を引き起こすこともあった。他に電気を使った発光体としてガイスラー管もあったが、高電圧を必要としもっぱら実験用途で照明用には使われなかった。
そこで19世紀半ば以来、電気エネルギーを利用した照明の開発に多くの発明家が取り組んだ。白金線に電流を流して白熱させる実験を行ったハンフリー・デービーを嚆矢として、最初に白熱電球の実演をしたジェームズ・ボウマン・リンゼイ、真空管と炭素繊維を用いた白熱電球を提案したマルセリン・ジョバール、真空管を用いた白熱電球を製作したウォーレン・デ・ラ・ルー、最初に白熱電球の特許を取得したフレデリック・ド・モレーン、炭素繊維を用いた白熱電球の特許を取得したジョン・W・スターなど、数多くの科学者や発明家が白熱電球の開発に取り組み、競って特許を取得していた。
1870年代には、イギリスのジョゼフ・スワンとアメリカのトーマス・エジソンが開発を競っており、スワンは1878年に黒ずみの問題を解決した白熱電球を開発したが、そのフィラメントは径が4mmと太く、利便性等の問題があった。
1879年10月19日、エジソンは木綿糸を炭化させてフィラメントにした実用的な炭素電球を開発した。フィラメントの材料に白金を試していたが加熱するとガスが出て寿命が短くなる問題があった。そこで炭素処理を施した厚紙を使ったが最終的には竹を使用することになった。エジソンは中国と日本に部下を派遣し、最終的に粘着性と柔軟性に富む京都・八幡の真竹がフィラメントに採用された。エジソンの開発した電球のフィラメントは径が0.4mmと細く、自由に点けたり消したりするのに優れた特長をもった。
エジソンは高抵抗のランプを使用することで、電圧100Vに電球を並列に接続しそれぞれ独立して点滅できるようにするとともに、ソケットをねじ込み式（エジソンベース）にして自由に交換できるようにした。そして発電所から各需要家に電気を供給するためのシステムを構築した。
1904年、オーストリアのアレクサンダー・ユスト（Alexander Just）とフランツ・ハナマン（Franjo Hanaman）がタングステンのフィラメントを発明したが、資金不足により1906年にやっと押線タングステン電球を商品化した。ただ、この電球に使われたタングステンは脆くて加工が困難で、フィラメントは衝撃に弱く取り扱いに注意が必要だった。1910年、ゼネラル・エレクトリック・カンパニーのウィリアム・クーリッジがその欠点を解消した引線タングステン電球を開発した。
1913年、ゼネラル・エレクトリックのアーヴィング・ラングミュアが、タングステン電球の黒化現象は蒸発したタングステンのガラス面への付着であると確認し、その防止策として不活性ガスを注入したガス入り電球を開発した。これにより電球の効率が向上し、寿命が著しく伸びた。
1921年、東京電気（現・東芝）の三浦順一技師がタングステン電球のコイルを二重にした二重コイル電球を開発し、熱損失の減少と電球の効率向上につながった。
電球の効率向上により、まぶしさが問題となり、1923年に東京電気の不破橘三が電球内部をつや消し処理する方法を開発した。ほぼ同時にゼネラル・エレクトリックのマービン・ピプキンも内面つや消し電球を開発したが、不破の方が約1年早く特許を申請していた。1925年につや消しによる強度劣化を防止する方法を考案し、内面つや消し電球が完成した。後年の1974年に松下電器（現・パナソニックホールディングス）がシリカを内部処理に用いた「シリカ電球」を開発しまぶしさがさらに軽減された。
1950年、通商産業省が白熱電球を産業標準化法に基づき「標準化指定商品」に決定。22の工場に新型標準電球の製造許可を出した。新型の標準電球は、以前の電球より同じワット数でも3%〜8%明るくなる一方、寿命は多少短くなった。1951年よりJISマークが入った新電球の販売が開始された。また、1950年には松下電器（現・パナソニックホールディングス）がフィラメントを二重コイル化（寿命の項を参照）した電球を発売。広告にて「二割明るい お徳用」とアピールを行った。
大出力電球や映写用ランプ等では電球にガスを入れたものでも電球の黒化が生じて問題であった。その対策として1959年、ゼネラル・エレクトリックのツブラーとモスビーが石英ガラス管の内部に不活性ガスとヨウ素を封入することで電球の黒化を抑制するハロゲン電球を開発した。
1993年に中村修二により青色LEDが開発されたことにより白色LEDも可能になったが、最初の頃はかなり高価で白熱灯は使われ続けた。やがて多数のメーカーが白色LED製造に参入するようになり、2010年代には白色LEDの低価格化が進み、白色LEDの省エネ効果による電気料金の削減額が購入価格に見合う水準にまでなった段階で各国政府がLEDバルブへの置き換え政策を採用するようになって置き換えが進み、白熱電灯の製造・販売は急激に減少した。

## 白熱電球の種類・分類

### 用途による分類
- 一般形電球
- 耐震電球

### 封入ガスによる分類
- ハロゲン電球
- クリプトン電球

### 構造による分類
- クリア電球
- シリカ電球 - クリア電球のバルブ内面にシリカ塗装を施した電球。カバーのない器具で直視しても眩しさが低減するが、シリカ塗装による吸収がある分、同じ消費電力のクリア電球よりも全光束がわずかに減少する。寿命や消費電力は、クリア電球と変わらない。なお、シリカ電球の開発前に内面をつや消ししたものは「ソフト電球」と呼ばれていた[15]。

### 口金の分類
口金の形状には多数の種類があり、電球の用途に応じ選択されている。口金は国際規格に整合されたものが多く、日本のJIS規格ではJIS C 7709において規定されている）。
一般照明用白熱電球では、ネジ式のE型口金（エジソンベース、Edison screw）が用いられている。自動車用など耐震性を要求される用途ではS、すなわちスワンベース（引っ掛け式）を用いる。英国では普通の電球にもスワンベースの電球を用いる場合がある。
- E39 - 200W以上の大型の電球用である。
- E26 - 一般の電球ソケット、特殊用途以外は200Wまでである（IEC 60061-1（7004-21A-2））
- E17 - 小型の電球ソケット、クリプトン電球に多い（IEC 60061-1（7004-26））
- E12 - 常夜灯や表示灯などに使われるソケット。
- E11 - ハロゲン電球に用いられる。
- E10 - 豆電球用。懐中電灯や表示灯に用いられる。

白熱電球のガラス球部分の形状の種類

### ガラス管球の形状による分類
使用されるガラス管球の形状でも分類されている。右の図を参照のこと。

## 明るさの表示
白熱電球の明るさはかつては燭（カンデラ（cd）にほぼ等しい）を単位とする光度で表されていたが、現在はワット（W）を単位とする消費電力で、明るさの型式を表現されている。ただし、明るさをWで表示するのは白熱電球だけであり、他の光源である電球形蛍光灯とLED電球は、全光束（単位：ルーメン［lm］）表示する事と業界団体の規定で定められている。
かつて白熱電球が一般的に販売されていた時代には、40W・60W・100Wの3種類が一般的であった。この他メーカーにより、また稀に10W・30W・50W・80Wなどの種類も販売されていたが、20W刻みで連続数字だと40W・60W・80W・100Wとなるべきところ、80Wの電球の販売が稀であったのは、実際の明るさ的には80Wと100Wは差がなく、100Wの方がいくらか明るく感じるので80Wよりも100Wが出回るようになったためだという。

## 寿命
現在、市販されている白熱電球の多くは1000時間程度の寿命を持つ。ただ使用環境によっては電圧の高い（日本では許容最大値である110Vがかかる）場合もあり、この場合は100V用電球では寿命が短くなる。そのため、特に記載はないが、110Vの電圧を想定した電球も販売されている。電圧が定格より下がると、効率が低下する一方で寿命は向上する（照度参照）。
高温（2200 - 2700°C）となるフィラメントではその構成する素材（今日ではほとんどがタングステンとなっている）が点灯時間の累積と共に徐々に蒸発し、細くなることで素材強度がなくなり、最後に折損（俗に言う「球切れ」）することで寿命となる。また昇華したタングステンがガラス球内に付着し、可視放射効率低下の原因ともなる。フィラメントを真空中に置いた真空電球ではこの昇華が大きい。
ガラス球内を不活性ガスで満たすことで昇華を抑えることが出来るが、ガス中への熱伝導による損失が大きくなる。今日用いられる白熱電球のほとんどがこのガス入り白熱電球と呼ばれるタイプのもので封入する不活性ガスとしては通常、希ガスが用いられるがその分子量が大きいもの程熱伝導による損失が少なくなるため窒素やアルゴン以外に高価なクリプトンあるいはキセノンを用いたものもある。
封入ガスにハロゲン（ヨウ素、臭素、塩素あるいはその化合物）を微量混合し、ガラス球部が高温になるように設計することで、昇華したタングステンをフィラメントへと還元するようにしたものもある（ハロゲンランプ）。
フィラメントの温度を高く設定すると放射光中の可視光成分が多くなり、発光効率が上昇するが、その分フィラメントの蒸散も大きくなり、電球の寿命が短くなる。ハロゲンランプの場合、フィラメントの温度が同じならば通常のガス入り白熱電球の数倍の寿命となるが、その温度を高く設定し、寿命は同じだが効率が高い電球とすることもできる。
フィラメントの温度を低く設定し、長寿命化した製品も存在する。例えばキセノンランプの中には、効率が低く光色も赤色味が強くなる代わりに10000時間前後の寿命を持つものがあり、電球交換の頻度を減らす必要がある、交換が困難な場所（高所など）で用いられている。交流点灯の場合、ダイオードによりフィラメントに流れる電流を半減させ効率と引き換えに寿命を延ばすという手法もある。
他に寿命を伸ばす手法としては、制御回路により、フィラメントが切れることが多い電源投入時に流れるラッシュカレント（電源投入の瞬間からフィラメントの温度が安定するまでの間、規格の8倍程度の電流が流れてしまう現象。消灯時の冷えたフィラメントの抵抗値は点灯中の高温時に比べ低いために発生する。突入電流とも言う）を軽減し、電源投入時のストレスを減らすというものがある。
フィラメントは、通常単コイルまたは二重コイル（小径のコイルを巻き、そのコイル線で大径のコイルを巻く）となっている。これはフィラメントの封入ガスとの接触面積を減らすことで、熱伝導を抑え発光効率を改善するとともにその寿命を延長するのに有効である。
戦間期には、大手白熱電球メーカーがポイボス・カルテルを結成し、白熱電球の寿命を1000時間に制限していた。第二次大戦後にはカルテルは消滅しているが、1000時間の寿命はその後も引き継がれた形となっている。

## 発光ダイオード（LED）照明への移行
家庭向けには、主にLED電球への移行が推奨されている。電球型蛍光灯への置き換えも行われたが、LEDより寿命が短いなどの点があるため、あまり使われなくなっている。

### 使用中止に向けた法令等
地球温暖化防止・環境保護として、白熱電球の生産・販売を一切終了し電球形蛍光灯やLED電球への切替を消費者やメーカーに促す動きが世界的に広がっている。オーストラリア、フランスやアメリカ（州による）などは白熱電球の生産・販売が今後法律で禁止される。
日本では、2008年4月、2012年末までに生産と販売を自主的にやめるよう電機メーカーなどに要請する方針を甘利明経済産業大臣（当時）が表明した。これに応える形で東芝ライテックは同年4月14日に2010年度を目途に白熱電球の生産を原則中止すると発表し、2010年3月17日に国内大手電機メーカーで初めて白熱電球生産事業より撤退(交換用途は除く)。続いて三菱電機照明も（当初の2012年より1年前倒しし）2011年3月限りで生産を終了（一部製品を除く）、NECライティング（現：ホタルクス）・パナソニック ライティングデバイスも2012年内に生産を終了した。ただしこれらの要請や自粛は、とくに大手メーカーにとって利益率の高いLEDの生産に力を傾けたいという意向にある程度沿ったものである。
なお従来の白熱電球、ミニクリプトン電球、シリカ電球はいずれも「交換用途に絞って」生産が継続されている（東芝ライテックは2014年限りで、日立グローバルライフソリューションズは2019年限りで、三菱電機照明とホタルクスは2020年限りでそれぞれミニクリプトン電球生産からも撤退。ミニクリプトン電球の現行メーカーはパナソニック・朝日電器・オーム電機・ヤザワコーポレーションのみ）。このうちパナソニックは「従来型パルック蛍光ランプと点灯管が生産終了する2027年9月限りでミニ白熱電球生産も完全終了し、LEDへ一本化させる」方針を発表している。

#### 福島第一原発事故の影響
福島第一原子力発電所事故の影響によって電力事情が逼迫しているとし、細野豪志環境大臣兼原発担当大臣（当時）は「節電を促す観点から消費電力の多い白熱電球の販売を自粛するよう電器店に呼びかけ、消費者には消費電力の少ないLED電球や電球型蛍光灯への買い換えを呼びかけていく」方針を明らかにすると共に、2012年6月13日、経済産業省と環境省は白熱電球の製造業、家電量販店など関係する業界に製造や販売の自粛を要請した。これは家庭用・産業用とも、電球形蛍光灯、あるいはLED照明への転換をさらに促すこととなる。この要請を受け、パッケージに代替製品への移行を勧める文言を加えながら家庭用製品の生産を続けていたパナソニック ライティングデバイスも、上記のとおり当初の2013年春より約半年前倒しの2012年10月末で生産を終了した。

### 切り替えにおける課題
- 「白熱電球にはあるものが蛍光灯やLEDにはない」事による問題
  - 蛍光灯やLED照明には紫外線に近い可視光線であるバイオレット光が含まれないため、生活環境からバイオレット光が欠如してしまう。バイオレット光に近視を防ぐ効果が確認されたことから、蛍光灯やLED照明の使用と近視の世界的な増加に関係がある可能性を慶應義塾大学医学部が指摘している[27]。
  - 農産物のビニールハウス栽培や養鶏（ブロイラー）など、照明の役割と同時に白熱電球の発する熱を利用する用途。及び赤外線を利用する作物の光周性制御のため。
    - 特に積雪地帯の信号機は白熱電球の発熱を融雪に利用しているため、発熱の少ないLED電球では信号機本体に着雪しやすい。これが原因の事故も発生している。更には支柱が曲がる恐れもある。

  - 自動車向け用途において、球切れを検知するようになっている用途[注 7]に使用する場合、消費電力が減るために誤作動を起こす[注 8]。
- 白熱電球を前提にした器具の中には、蛍光灯やLEDを使用できない器具がある。
  - 多くのLED照明は断熱材に覆われた環境で使用できない（LEDや点灯回路の放熱が必須であるため）。
  - 非常用照明器具としての認定は電球と灯具とのセットであるため指定以外の電球は使用できず、器具自体の交換が必要となる。また2014年及び2017年の改正以前はLED照明による非常用照明器具が認められていなかった[28]。
- ノイズ等が発生するため、蛍光灯やLEDを使えない分野がある。
  - 蛍光灯は高い周波数で明滅しているため、撮影に影響を及ぼすことがある。また蛍光による光源であるため演色性も劣る。
  - LED照明は電源回路により高周波ノイズを発生させることがあるため、電波暗室などの電磁波測定施設、ラジオなどの無線装置周辺など、電波・ノイズに影響を受けやすい環境には向かない。

## 高効率化
ガラス球部分に赤外線反射膜（通常、多重干渉膜によるダイクロイックミラー）を形成し、赤外線を電球内に閉じ込めて、フィラメントの加熱のために再利用されるよう設計された製品は以前からあった。
また、2010年代も研究が続けられており、2019年にメタマテリアルを利用してスペクトルを制御することで可視光線の比率を高める方法が発表された。これを用いればLEDを上回る高効率も実現可能とされている。ただし、実現には光の波長に相当する微細加工（ナノテクノロジー）が必要である。